# Жонкур
Жонку́р (фр. Joncourt) — коммуна во Франции, находится в регионе Пикардия. Департамент коммуны — Эна. Входит в состав кантона Боэн-ан-Вермандуа. Округ коммуны — Сен-Кантен.
Код INSEE коммуны — 02392.

## Население
Население коммуны на 2010 год составляло 322 человека.
| 1962 | 1968 | 1975 | 1982 | 1990 | 1999 | 2010 |
| ---- | ---- | ---- | ---- | ---- | ---- | ---- |
| 313  | 278  | 250  | 259  | 302  | 332  | 322  |

## Экономика
В 2010 году среди 208 человек трудоспособного возраста (15—64 лет) 149 были экономически активными, 59 — неактивными (показатель активности — 71,6 %, в 1999 году было 65,2 %). Из 149 активных жителей работали 134 человека (77 мужчин и 57 женщин), безработных было 15 (12 мужчин и 3 женщины). Среди 59 неактивных 15 человек были учениками или студентами, 22 — пенсионерами, 22 были неактивными по другим причинам.